# Петар Милатовић
Петар Милатовић Острошки (Велета, код Слапа на Зети, Црна Гора, 2. новембар 1949) српски је књижевник и новинар. Школовао се у Слапу, Фрутку, Даниловграду, Подгорици и Београду. Живи у Бечу од 29. новембра 1983. године. Члан је Удружења књижевника Црне Горе, аустријског књижевника и новинара у Бечу, председник је СНО у Аустрији, Српског националног препорода у иностранству (СНП). Објавио је 30 књига поезије, прозе, политичких есеја и студија.
Петар Милатовић одржао је преко 1300 говора од којих су најпознатији његови говори на српском и немачком језику испред аустријског парламента, америчке амбасаде и седишта ОЕБС-а у Бечу од 1990. године до данас, затим у Њујорку 12, августа 1992. године испред седишта ОУН, као и говори у: Чикагу, Вашингтону, Кливленду, Њу Џерзију, Њујорку, Сиднеју, Мелбурну, Аделаиду, Канбери, Бризбејну, Женеви, Лозани, Цириху, Франкфурту, Дортмунду, Берлину, Минхену, Паризу, Лондону, Риму, Атини, Линцу, Салцзбургу, Инзбруку и многим Другим светским градовима у периоду од 1990. до 2006. године. У исељеништву Петар Милатовић је уређивао српске листове „Српски видици“ и „Глас Срба“, „Истина“.

## Дела
- Слово о ријечима (поезија), издавач: СПАЈ Београд 1980. Предговор; Марко Дабовић. Рецензенти: Радојица Таутовић и Миодраг Шијаковић. Штампа: РО Графичке делатности Јован Поповић, Албанске споменице 17; 11070 Београд. Тираж: 1000 примерака.
- Главограми (поезија). Издавач: Заједница књижевних клубова Србије, Београд 1982, едиција Обележја коло прво, књига пета. Уредник: Десимир Цветковић. Предговор: Миодраг Шијаковић. Штампа: РО Графичке делатности Јован Поповић, Албанске споменице 17; 11070 Београд. Тираж: 1000 примерака.
- Трпијада (афоризми). Издавач: Заједница књижевних клубова Србије, Београд 1983. Едиција Стремљења, коло прво, књига прва. Уредник: Миодраг Шијакоковић. Рецензент: Антон Тркуља. Штампа: Мултипринт, Рузвелтова 42, Београд. Тираж: 3000 примерака.
- Сведочанства (коментари у штампи српске емиграције). Ауторско издање. Штампа: Hausdruckerei, Gr. Sperlg. 21-23/7, Wien. Тираж: 500 примерака.
- Реторика астралика (поезија), Београд 1989. Ауторско издање. Уредник: др Војислав Шешељ. Рецензент: Гојко Ђого. Штампа: Мултипринт, Рузвелтова 42, Београд. Тираж: 1000 примерака.
- Науми и зауми Петруса из сорабског утеруса (поезија). Издавач: Српска књижевно издавачка за- друга Његош. Уредник: Милан Миленковић. Насловна страна и илустрације: Ира Петровић. Штампа: Мултипринт, Рузвелтова 42, Београд. Тираж 500 примерака.
- За одбрану народа (политички есеј), Никшић 1989. Издавач: Група пријатеља из Црне Горе. Штампано илегално у Никшићу 13. маја 1989. Тираж 3000 примерака. (Због ове брошуре која је изазвала ерупцију идеолошке острашћености у отаџбини, покренут је судски процес проти Петра Милатовића и за њим расписана савезна полицијска потерница. После расписивања полицијске потернице за аутором ова брошура је доживела седам издања у српској емиграцији.
- У име народа (коментари, есеји и полемике. Беч – Сиднеј 1989-1990. – четири издања. Издавачи: СКИЗ Његош, Беч и ОСЧ Равна Гора, Сиднеј. Штампа: ОСЧ Равна Гора. Тираж појединачних издања: 5000 примерака.
- Пасји синови (роман), Беч – Београд 1990, (четири издања). Издавач: СКИЗ Његош, Беч. Штампа: Мултипринт, Рузвелтова 42, Београд. Тираж појединачних издања 2000 примерака.
- Сеобе путева (поезија). Два издања. Издавачи: СКУД Његош, Беч и АИЗ Досије, Беч-Београд 1991. Уредник: Вељко Топаловић. Рецензент: Момир Војводић. Штампа: . Тираж: 1000 примерака.
- Лов на Тита (романсирана исповест српског командоса Николе Каваје, Београд Издавач: АИЗ Досије, Београд, Вишњичка 50. Директор: Бранислав Бркић. Главни и одговорни уредник: Вељко Топаловић. Уредник: Душан Мрђеновић. Рецензент: Вељко Топаловић. Штампа Просвета, Пожаревац. Тираж: 3000 примерака. Каталогизација у публикацији Народне библиотеке Србије. 1991.  978-86-81563-15-1.
- Протерана Србија (студија о српској емиграцији), Београд Издавач: АИЗ Досије, Београд. Главни и одговорни уредник: Вељко Топаловић. Рецензент: др Жарко Гавриловић. Тираж: 3000 примерака. Каталогизација у публикацији Народне библиотеке Србије.
- Испод небеских кандила (поезија), Беч 1992. Независно издање пријатеља, Беч. За издавача: Мирко Шумански. Уредник: Драган Барјактаревић. Рецензент: Момир Војводић. Штампа: . Тираж: 1000 примерака.
- Србија није бестрагија (изводи из говора Петра Милатовића у европским и прекоморским земљама) Беч 1992. Независно издање пријатеља у Бечу. За издавача: Мирко Шумански. Уредник: Драган Барјактаревић. Штампа: Hausdruckerei, Wien. Тираж 1000 примерака.
- Уставотворци – издајници (политички есеј) Беч 1992. Издање српских четника у Аустрији. За издавача: Б. Милосављевић и М. Шумански. Штампа: . Тираж 2000 примерака.
- Wahrheit bleibt Wahrheit (Истина остаје истина) – говори Петра Милатовића на немачком језику испред аустријског парламента. Беч 1992. Издавач: СКИЗ Његош. Тираж 1000 примерака. Каталогизација у публикацији Народне библиотеке Србије, Београд 886.1/2(436)-5
- Очи у очи (интервјуи, коментари), Беч-Индијанаполис 1993. Уредник: Иван Јаковљевић. Слог и штампа: Europrint, Breitenfurterpp. 58–69/1; 1120 Wien. Тираж: 1000 примерака.
- Врачева градина (поезија), Београд 1993. Издавач: АИЗ Досије, Београд. Директор: Вељко Топаловић. Главни и одговорни уредник: Душан Мрђеновић. Рецензент: Јелена Јефтић. Штампа: . Тираж: 1000 примерака. Каталогизација у публикацији Народне библиотеке Србије, Београд 886.1/.2-1 и 200865540
- Лов на Србе (роман) осам издања, Беч 1994. Издавач: Глас Срба, Беч. Штампа: . Тираж сваког издања 5000 примерака. Каталогизација у публикацији Народне библиотеке Србије, Београд 886.1/2(436)-31. ИД 22067212
- Пророци говоре Србима (студија о видовњацима), Беч 1994. Издавач: Глас Срба, Беч. Штампа: . Тираж: 1000 примерака. Каталогизација у публикацији Народне библиотеке Србије ИД= 25433356 и 291.32
- Тестамент тиранина Јосипа Броза (политичка студија. Издавач: Глас Срба, Беч 1994. Штампа: . Тираж: 10000 примерака. Каталогизација у публикацији Народне библиотеке Србије ИД= 30046988 и 886.1/2(436)-7
- Злоупотреба Српства (други део Тестамента тиранина Јосипа Броза – политичка студија). Издавач: Глас Срба, Беч 1994. Штампа: . Тираж: 10000 примерака. Каталогизација у публикацији Народне библиотеке Србије ИД = 31945484 и 886.1/.2(436)-7
- Демонија ћутологија (коментари), Беч- Београд 1995. – два издања Издавачи: АИЗ Досије, Београд и Глас Срба, Беч. За издавача: Вељко Топаловић. Главни и одговорни уредник: Душан Мрђеновић. Рецензент: Јелена Јефтић. Предгвоор: Дане Марковић. Илустрације: Миланко Каличанин. Штампа: . Тираж појединачних издања: 3000 примерака. Каталогизација у публикацији Народне библиотеке Србије 886.1/.2(436)-5 ИД=42532364
- Јеванђеље зла (поезија и афоризми), Беч 1996. Издавач: Глас Срба, Беч. Штампа: . Тираж 1000 примерака. Каталогизација у публикацији Народне библиотеке Србије 886.1/2(436)-1, ИД=44986380
- Надземље (роман), Беч 1996. – два издања Издавач: Глас Срба, Беч. Штампа: . Тираж појединачних издања: 20000 примерака. Каталогизација у публикацији Народне библиотеке Србије 886.1(436)-31, ИД=49220108
- Правословни родослов (поезија), Беч 1996. Издавач: Глас Срба, Беч. Рецензент: др Слободан Вујовић. Слог и штампа: . Тираж 2000 примерака. Каталогизација у публикацији Народне библиотеке Србије 886.1(436)-1, ИД=49219852
- Слобода у бункеру (коментари и интервјуи), Беч 1997. Издавач: Глас Срба, Беч. Рецензент: Никола Живковић. Слог и штампа: . Тираж 15000 примерака.
- Оптужујем (говори Петра Милатовића), Беч 1998. Издавач: Глас Срба, Беч. Слог и штампа: . Тираж 2000. примерака.
- (Мрцајуће свитање) – на немачком. Беч 1999. Издавач: Глас Срба, Беч. Слог и штампа: . Тираж 2000 примерака.
- Уловљени ловци (коментари), Београд Издавач: АИЗ Досије, Београд. За издавача: Уредник: Вељко Топаловић. Графички дизајнер: Зоран Шестић. Предговор: Вељко Топаловић. Каталогизација у публикацији Народне библиотеке Србије 821. 163.41-83. 2009.  978-86-7738-096-0.